# Daniel Bîrligea
George Daniel Bîrligea (Brăila, 19 aprile 2000) è un calciatore rumeno, attaccante del FCSB e della nazionale rumena.

## Biografia
All'età di 12 anni si è trasferito a Palermo.

## Caratteristiche tecniche
Bîrligea è un attaccante in grado di agire da prima o seconda punta, abile nell'attaccare la profondità.

## Carriera

### Club
Muove i suoi primi passi nella scuola calcio Ribolla, prima di passare al Palermo, che nel 2016 lo aggrega al proprio settore giovanile. Il 27 luglio 2019 firma un triennale con il Teramo, in Serie C. Esordisce tra i professionisti l'11 agosto 2019 contro il Fano (0-2 per gli abruzzesi) in Coppa Italia Serie C, subentrando al 60' al posto di Simone Minelli.
Il 26 gennaio 2022 viene acquistato dal CFR Cluj. A fine stagione vince il campionato, l'ottavo nella storia del CFR Cluj. Il 3 settembre 2024 si trasferisce titolo definitivo al FCSB.

### Nazionale
Nel 2023 è stato convocato agli Europei Under-21, disputati in Romania e Georgia. Il 15 ottobre 2023 esordisce in nazionale in Romania-Andorra (4-0), gara di qualificazione agli Europei 2024. Esce al 59', sostituito da Valentin Mihăilă. Nel giugno 2024 viene convocato dal CT Edward Iordănescu per il campionato d'Europa 2024 in Germania.

## Statistiche

### Presenze e reti nei club
Statistiche aggiornate al 2 luglio 2025.
| Stagione        | Squadra         | Campionato      | Campionato | Campionato | Coppe nazionali | Coppe nazionali | Coppe nazionali | Coppe continentali | Coppe continentali | Coppe continentali | Altre coppe | Altre coppe | Altre coppe | Totale | Totale |
| Stagione        | Squadra         | Comp            | Pres       | Reti       | Comp            | Pres            | Reti            | Comp               | Pres               | Reti               | Comp        | Pres        | Reti        | Pres   | Reti   |
| --------------- | --------------- | --------------- | ---------- | ---------- | --------------- | --------------- | --------------- | ------------------ | ------------------ | ------------------ | ----------- | ----------- | ----------- | ------ | ------ |
| 2019-2020       | Teramo          | C               | 8+1        | 1          | CI-C            | 4               | 0               | -                  | -                  | -                  | -           | -           | -           | 13     | 1      |
| 2020-2021       | Teramo          | C               | 8+1        | 1          | CI              | 2               | 0               | -                  | -                  | -                  | -           | -           | -           | 11     | 1      |
| 2021-gen. 2022  | Teramo          | C               | 16         | 2          | CI-C            | 3               | 3               | -                  | -                  | -                  | -           | -           | -           | 19     | 5      |
| Totale Teramo   | Totale Teramo   | Totale Teramo   | 32+2       | 4          |                 | 9               | 3               |                    | -                  | -                  |             | -           | -           | 43     | 7      |
| gen.-giu. 2022  | CFR Cluj        | L1              | 1+5        | 0+1        | CR              | -               | -               | -                  | -                  | -                  | -           | -           | -           | 6      | 1      |
| 2022-2023       | CFR Cluj        | L1              | 21+11      | 2+3        | CR              | 4               | 4               | UCL+UECL           | 0+2                | 0                  | SR          | 0           | 0           | 38     | 9      |
| 2023-2024       | CFR Cluj        | L1              | 30+10      | 8+6        | CR              | 4               | 1               | UECL               | 2                  | 0                  | -           | -           | -           | 46     | 15     |
| set. 2024       | CFR Cluj        | L1              | 5          | 2          | CR              | 0               | 0               | UECL               | 6                  | 2                  | -           | -           | -           | 11     | 4      |
| Totale CFR Cluj | Totale CFR Cluj | Totale CFR Cluj | 83         | 22         |                 | 8               | 5               |                    | 10                 | 2                  |             | 0           | 0           | 101    | 29     |
| set. 2024-2025  | FCSB            | L1              | 16+8       | 10+4       | CR              | 2               | 0               | UEL                | 9                  | 3                  | -           | -           | -           | 35     | 17     |
| 2025-2026       | FCSB            | L1              | -          | -          | CR              | -               | -               | UCL+UEL            | 1+0                | -                  | SR          | -           | -           | -      | -      |
| Totale carriera | Totale carriera | Totale carriera | 141        | 40         |                 | 19              | 8               |                    | 20                 | 5                  |             | 0           | 0           | 180    | 53     |

### Cronologia presenze e reti in nazionale
| Cronologia completa delle presenze e delle reti in nazionale ― Romania | Cronologia completa delle presenze e delle reti in nazionale ― Romania | Cronologia completa delle presenze e delle reti in nazionale ― Romania | Cronologia completa delle presenze e delle reti in nazionale ― Romania | Cronologia completa delle presenze e delle reti in nazionale ― Romania | Cronologia completa delle presenze e delle reti in nazionale ― Romania | Cronologia completa delle presenze e delle reti in nazionale ― Romania | Cronologia completa delle presenze e delle reti in nazionale ― Romania |
| Data                                                                   | Città                                                                  | In casa                                                                | Risultato                                                              | Ospiti                                                                 | Competizione                                                           | Reti                                                                   | Note                                                                   |
| ---------------------------------------------------------------------- | ---------------------------------------------------------------------- | ---------------------------------------------------------------------- | ---------------------------------------------------------------------- | ---------------------------------------------------------------------- | ---------------------------------------------------------------------- | ---------------------------------------------------------------------- | ---------------------------------------------------------------------- |
| 15-10-2023                                                             | Bucarest                                                               | Romania                                                                | 4 – 0                                                                  | Andorra                                                                | Qual. Euro 2024                                                        | -                                                                      | 59’                                                                    |
| 4-6-2024                                                               | Bucarest                                                               | Romania                                                                | 0 – 0                                                                  | Bulgaria                                                               | Amichevole                                                             | -                                                                      | 61’                                                                    |
| 18-11-2024                                                             | Bucarest                                                               | Romania                                                                | 4 – 1                                                                  | Cipro                                                                  | UEFA Nations League 2024-2025 - 1º turno                               | 1                                                                      |                                                                        |
| 7-6-2025                                                               | Vienna                                                                 | Austria                                                                | 2 – 1                                                                  | Romania                                                                | Qual. Mondiali 2026                                                    | -                                                                      | 78’                                                                    |
| Totale                                                                 |                                                                        | Presenze                                                               | 4                                                                      |                                                                        | Reti                                                                   | 1                                                                      |                                                                        |

## Palmarès

### Club

#### Competizioni giovanili
- Campionato Primavera 2: 1

Palermo: 2017-2018 (Girone B)
- Supercoppa Primavera 2: 1

Palermo: 2018

#### Competizioni nazionali
- Campionato rumeno: 2

CFR Cluj: 2021-2022
FCSB: 2024-2025
- Supercoppa di Romania: 1

FCSB: 2025